# Antonie Kamerling
 (décembre 2018).
Antonie Kamerling, né Anthonie Willem Constantijn Gneomar Kamerling le 25 août 1966 à Arnhem et mort le 6 octobre 2010 à Zevenhoven, est un acteur et chanteur néerlandais.

## Carrière
De 1997 à 2010, il fut l'époux de l'actrice Isa Hoes. De cette union naît deux enfants, Merlijn et Vlinder,. Il met fin à ses jours par pendaison à l'âge de 44 ans. Il est le frère de l'actrice Liesbeth Kamerling. Il est le beau-frère de l'homme politique Onno Hoes et de l'acteur Peter Paul Muller.

## Filmographie

### Cinéma
- 1993 : De kleine blonde dood de Jean Van de Velde[4]
- 1994 : Suite 16 de Dominique Deruddere[5]
- 1994 : Respect: Kristoff
- 1994 : En Route :	Hans Kelderman
- 1995 : Koekoek : Dirk
- 1995 : Darkling : Paul
- 1997	: All Stars (en) : Hero van Dijk
- 1997 : Hot Dogs: Marc
- 1998 : À la recherche du passé de Jeroen Krabbé : Peter[6]
- 1998 : Het 14e kippetje (nl) de Hany Abu-Assad[7]
- 1998 : Left Luggage :Peter
- 2000 : The Runner : The Runner
- 2001 : I Love You Too (nl) de Ruud van Hemert : Louis[8]
- 2001 : Soul Assassin (nl) de Laurence Malkin : Junior[9]
- 2004 : L'Exorciste : Au commencement de Renny Harlin : Lieutenant Kessel[10]
- 2004 : Profession profiler de Renny Harlin[11]
- 2004 : Love Trap de Ruud van Hemert
- 2005 : Dominion: Prequel to the Exorcist de Paul Schrader[12]
- 2006 : Five Fingers de Laurence Malkin : Le politicien[13]
- 2006 : Horizonica (nl) : Sam Russo
- 2007 : HannaHannah (nl) : Victor
- 2007 : Vlucht : Vader
- 2008 : Nefarious	: Eric
- 2009 : Budapest de Walter Carvalho[14]
- 2009 : Prima Primavera de Janos Edelenyi : L'homme néerlandais
- 2009 : The Blue Horse (nl): Trevor
- 2010 : Spaanse draf : Peter de Waard	Korte film
- 2010 : Held : Tobias	postuum
- 2010 : New Kids Turbo : Peter Kelder

### Téléfilms
- 1990–1995 :Goede tijden, slechte tijden de Reg Watson : Peter Kelder
- 1994 : Help
- 1996-1997 : Windkracht 10: Mike
- 1997 : Pittige tijden (nl) : Peter Kelder
- 1997 : Baantjer : Sander de Geer Aflevering: De Cock en de bittere moord
- 1999-2001 : All Stars (en) : Hero van Dijk
- 2005 : Onderweg naar Morgen	: Ron Raven
- 2008 : Voetbalvrouwen (nl) :Oberon van Ravenzwaai
- 2011 : Levenslied (nl) : Nicolai Houtsma

## Théâtre

### Pièces et comédie musicales
- 1989 : Anyone Can Whistle
- 1993 : Hamlet : Fortinbras
- 1994 : Mijn bloed in jouw aderen : Jimmy
- 1996 : Torch Song Trilogy : Alan
- 1997 : De wonderbaarlijke nacht
- 2000 : Elisabeth : Alternate Luigi Lucheni
- 2005 : Turks Fruit (nl) : Rick
- 2008-2009 : Sunset Boulevard : Joe Gillis